# اسماعیل قهرمانی
اسماعیل قهرمانی (متولد ۱۲۵۸)، ردیف‌دان و نوازنده تار اهل ایران بود. وی شاگرد میرزاعبدالله و آقا حسینقلی بود. ردیف میرزاعبدالله توسط اسماعیل قهرمانی به نورعلی برومند آموزش داده شد.
محمد ایرانی مجرد یکی از کسانی بود که برومند را تشویق کرد برای آموختن ردیف نزد قهرمانی برود. اسماعیل قهرمانی ردیف میرزا عبدالله را چهل سال پس از فوتِ میرزا بر روی نوار کاست ضبط کرد و در اختیار نورعلی برومند قرار داد.

## زندگی‌نامه
اسماعیل قهرمانی، فرزند ابراهیم قهرمانی ملقب به قهرمان، از خدمتگزاران ناصرالدین شاه بود. به همین جهت اسماعیل از جوانی با میرزاعبدالله و آقا حسینقلی آشنا شد. اولین استادش سید حسن خلیفه بود و سپس به محضر میرزاعبدالله رفت. قهرمانی هر روزِ هفته را به یکی از دستگاه‌های موسیقی اختصاص داده بود و در آن روز تمام ردیف آن دستگاه را می‌زد و تا پایان عمر به همین رویه ادامه داد تا هیچ‌یک از گوشه‌های ردیف را از یاد نبرد.
شکرالله قهرمانی برادر اسماعیل خان نیز موسیقی‌دان بود.